# История Барнаула
Город Барнаул был основан в 1730 году (по другим сведениям, в 1739) горнозаводчиком Акинфием Демидовым.

## История заселения территории
Археологические находки свидетельствуют о том, что первые поселения на территории современного Барнаула появились ещё в каменном веке. На территории города сохранилось 63 археологических памятника. Это городища, курганы, стоянки и поселения человека с древнейших времён до средних веков, большинство из которых расположены на левом берегу реки Оби — в Нагорной части Барнаула, у посёлка Казённая Заимка, Гоньба и Научный Городок. В ордынскую эпоху, до прихода в Сибирь русских переселенцев, здесь стоял древний город-крепость Абакша. Отсюда телеуты совершали набеги на соседей, а высокий берег реки и бор были естественной преградой для врагов.

## Основание города
Исследователи связывают основание Барнаула с началом строительства медеплавильного завода  Демидова, получившего земли в аренду от государства. Известно, что именно в 1730 году Демидов перевёл на Алтай 200 приписных крестьян для закладки заводов. 29 сентября 1739 году было начато строительство Барнаульского завода. В том же году был проложен отводной канал и построена плотина. Деревня Усть-Барнаульская, отстоявшая от заводской плотины всего на 2 версты, была приписана к заводу в 1742 году. Позднее Демидов в тайне от императорской фамилии начал выплавлять золото и серебро, о чём узнали в Петербурге. Заводы были конфискованы.
В 1749 году канцелярия Колывано-Воскресенского горного округа с согласия Кабинета её императорского величества была перенесена из Колывани на Барнаульский завод (последний переходит в собственность Романовых, начинается т. н. кабинетский период). В 1750 году на Барнаульском заводе действовали уже 17 печей, вместо 2 печей и 7 горнов, работавших при Демидове. На завод едут горные офицеры и инженеры с Урала для выплавки руд и её первичной обработки. Одним из таких был и талантливый изобретатель Иван Ползунов. В 1763 году он представил проект «огнедышащей машины» — первой паровой машины в мире, и в 1766 году на берегу реки Барнаулки прошли её испытания.

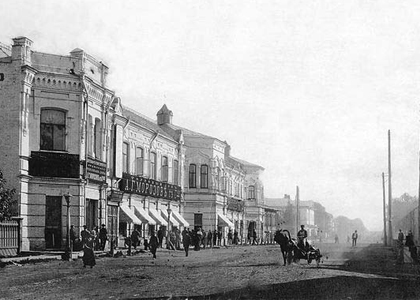
Одна из улиц города в XIX веке

## Центр горного округа
В 1770 году Барнаул получает статус «горного города» (позднее в 1846 году появился свой герб, на котором были изображены белая скачущая лошадь и действующая сереброплавильная печь. Эта печь — символ горного производства, подчёркивала главное богатство города — серебро, а лошадь изображалась на гербе Томской губернии, в состав которой входил тогда Алтайский округ). А для подготовки необходимых кадров в 1779 году открыто горное училище — первое в Сибири.
В этот век Барнаул развивался на территории, ограниченной с востока и юго-востока рекой Обью, а с юго-запада и запада ленточным бором. С северной стороны таких естественных рубежей не было. Северная граница обозначалась на планах Барнаула 1786, 1826 и 1837 годов прямой линией, параллельной улицам. Эта черта не могла остановить городскую застройку, которая стала постепенно расширяться на север.
Несмотря на отдалённость от центра России, Барнаул рос и развивался: в 1835 году жителей в городе было более 9 тыс. человек. Застройка кварталов шла под влиянием архитектуры Петербурга. К середине XIX века в городе было 33 улицы и переулка, 1725 домов (из них 15 каменных), пять церквей, в том числе лютеранская. О высокой культуре жителей — офицеров, чиновников, инженеров, купцов, промышленников — говорит заметка П. П. Семёнова-Тян-Шанского: «Барнаул… был, бесспорно, самым культурным уголком Сибири, и я прозвал его сибирскими „Афинами“».
Город становится крупным культурным и научно-техническим центром России. В 1764 году открывается техническая библиотека с фондом 7 тыс. томов. В 1786 году в архивных документах упоминается Барнаульский «театральный дом». А в 1827 году открывается первая типография. П. К. Фролов организовывает Краеведческий музей — один из первых в Сибири.

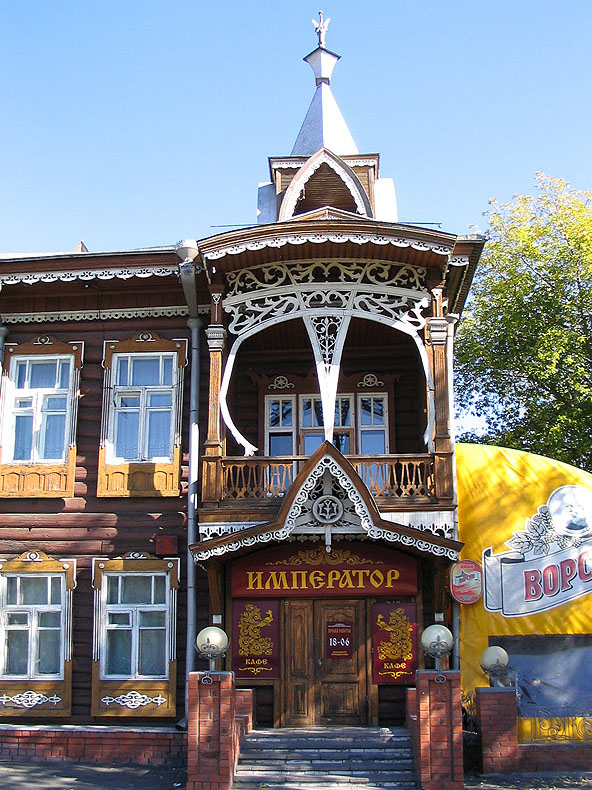
Пример деревянного зодчества

В XIX веке город посещали со своими экспедициями всемирно известные писатели, путешественники и учёные: Ф. М. Достоевский, А. Гумбольдт, К. Ф. Ледебур, А. Э. Брем. Они оставили в своих дневниках впечатления о городе, поразившем их своим великолепием, высокообразованным обществом горных инженеров и офицеров, существованием таких культурных учреждений, как любительский театр, музей, библиотеки.
В XVIII—XIX веках с Барнаулом были связаны судьбы замечательных изобретателей и учёных, в первую очередь это И. И. Ползунов, построивший в 1763—1766 годах первый в мире паро-атмосферный двигатель непрерывного действия. Здесь же работали строитель чугунно-рельсовой дороги, инженер и общественный деятель П. К. Фролов, металлург, раскрывший тайну булата, П. П. Аносов.
В XVIII — первой половине XIX веков на Алтае выплавляли 90 % российского серебра — по 1000 пудов в год. Барнаульский сереброплавильный завод по праву считался самым крупным — на нём действовало 13 плавильных печей, дававших около 450 пудов серебра ежегодно. Поэтому не случайно Барнаул за короткое время году из небольшого заводского посада стал одним из крупнейших городов в Сибири.
По данным административного учёта, население города к 1870-м годам составляло 13-14 тыс. человек, из которых 30-45 % приходилось на военных, чиновников и членов их семей.

## Центр торговли и производства Алтая

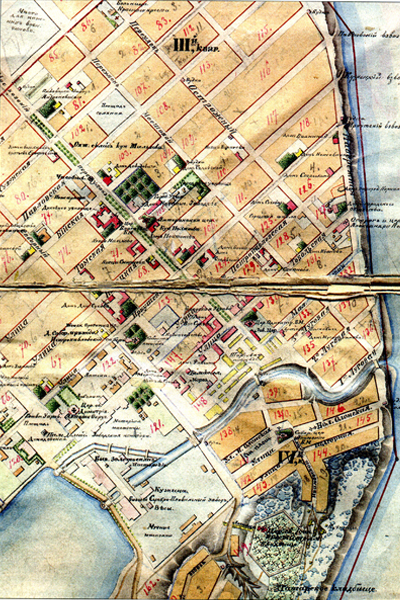
Фрагмент плана города Барнаула, выполненного чертёжником Е. Ерёминым в 1894 году.

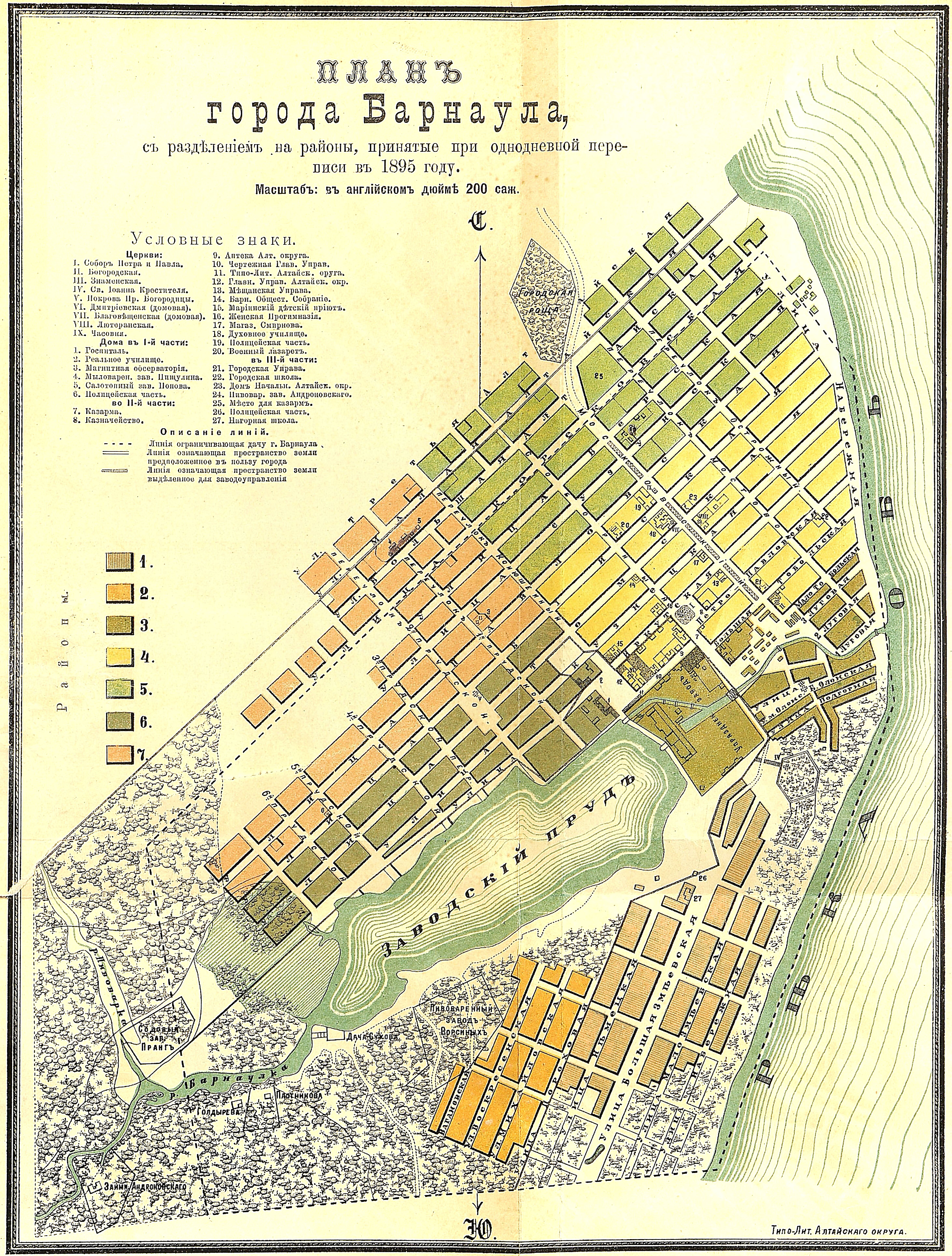
План Барнаула с разделением на районы, принятые при однодневной переписи в 1895 году. Издание Типо- Литографии Алтайского округа.

План города Барнаула, составленный в Чертёжной Главного Управления Алтайского округа в 1907 году.

Отмена крепостного права, истощение природных ресурсов, неспособность заводского руководства работать в новых условиях, привели к упадку горного производства и закрытию в 1893 году Барнаульского завода. Но в это же время город становится крупным торговым центром развивающегося сельскохозяйственного региона. В городе того времени существует кожевенное, свечное, кирпичное, пивоваренное, содовое, шубное, лесопильное и другие производства. Это позволило выйти барнаульским товарам не только на российский, но и на международный рынок.
С 1880 года граница городских земель проходила по Малой Алтайской улице (сейчас им. В. П. Чкалова). Однако к концу XIX века появились 3-я, 4-я, 5-я и 6-я Алтайские улицы, формально расположенные за пределами Барнаула. Увеличение численности населения делало необходимым расширение территории города. В августе 1910 года император Николай II подписал указ о предоставлении в собственность Барнаулу земель Кабинета его императорского величества за выкуп.
В начале 1915 года состоялось открытие Алтайской железной дороги, что ещё больше ускорило развитие города, население которого уже насчитывало 40 тысяч человек. И уже в мае 1915 года Барнаульская дума обсудила и одобрила новый план развития города.
Социальная сфера того времени развивалась благодаря купцам-меценатам и общественным деятелям города. В 1893 году В. К. Штильке организовывает «Общество попечения о начальном образовании» и к 1910 году в Барнауле уже насчитывается 29 учебных заведений. В 1895 году строится Богородице-Казанский женский монастырь. А в 1899 году открыта Городская больница. В 1900 году построена электростанция купца Ивана Платонова, имеющая мощность 140 кВт, игравшая роль муниципального источника энергии.
Проходят первые сеансы «синематографа». Городская дума в 1914 году постановила закрыть все пятнадцать домов терпимости.
2 мая 1917 года в Барнауле произошёл грандиозный пожар. Выгорело 60 кварталов. Без крова остались до 20 тыс. человек, погибло 34 человека. От пожара 1917 года сильно пострадала городская архитектура, в пожаре погибли многие здания, особенно деревянные постройки.

## Советский период
17 июня 1917 года Временное правительство выделило южную часть Томской губернии в Алтайскую с центром в Барнауле. Здесь был образован временный губернский исполком, параллельно с которым действовали и Советы при поддержке барнаульского гарнизона.
7 декабря 1917 года большевики взяли власть в Барнауле. Под угрозой военного столкновения с чехословацким корпусом, военно-революционный комитет, во главе с Иваном Присягиным принял решение оставить Барнаул.. Советская власть вернулась в город только 9-11 декабря 1919 года вместе с регулярной Красной армией и партизанской армией во главе Ефима Мамонтова. Белогвардейцы оставили город в надежде добраться до Новониколаевска (Новосибирск). Отступая, белая армия в районе села Тальменка попала в засаду, подготовленную Первой Чумышской Советской партизанской дивизией во главе с М. Ворожцовым (Анатолием).
После гражданской войны город начал меняться, многие горожане стали обзаводиться огородами, скотом, занимались кустарными промыслами, в городе появились коллективные хозяйства.
Индустриализация и коллективизация сильно повлияли на развитие города. В город переселяются жители деревень и малых посёлков, а сам город, фактически, становится центром агропромышленного комплекса региона. В 1923 году вступила в строй городская центральная электростанция. А в 1926 году по решению горсовета спущен Барнаульский пруд. В 1929 году в Барнауле появляется городской радиоузел. Открыта первая автобусная линия «Базар — Вокзал». И в 1933 году организовано первое высшее учебное заведение в городе — учительский институт (Барнаульский государственный педагогический институт).
В 1932 году был заложен крупнейший в Западной Сибири меланжевый комбинат, параллельно с ним шло строительство невиданного ранее в городе комплекса «соцгородка» — жилых зданий, детских садов, школ, медицинских учреждений для тех, кто трудился на этом предприятии.
В связи с образованием в 1937 году Алтайского края, Барнаулу был присвоен статус его административного центра.
Согласно генеральному проекту развития города от 1937 года, основными магистралями должны были стать Ленинский проспект и 2-3 Алтайские улицы, объединённые зелёной полосой скверов. Вокруг центральной площади, на пересечении этих улиц проектировались здания в 5-6 этажей для административных и хозяйственных учреждений, банка, НКВД. Здание городского совета предполагалось построить в центре площади, отодвинув его в сторону реки Оби. Перед ним пространство для демонстраций и митингов, далее сквер с партерной зеленью и обелиском. В этом же проекте была впервые заложена идея Обского бульвара. Однако война внесла свои коррективы — центральная площадь так и не сформировалась, а главные улицы остались с деревянной застройкой.
Во время Великой Отечественной войны в городе на постоянной основе разместилось около ста промышленных предприятий из Москвы, Ленинграда, Одессы, Харькова, других городов, временно оккупированных фашистскими войсками. Они стали основой промышленности города (назад возвращены не были). В городе стали работать крупные машиностроительные предприятия — заводы «Трансмаш», котельный, станкостроительный, выпустил первую продукцию радиозавод. Город поставлял фронту танковые дизельные моторы, кислородно-дыхательную аппаратуру для лётчиков, обмундирование, полушубки, валенки.
По некоторым данным, около половины патронов, использованных Советской Армией во время войны, было произведено в Барнауле на станкостроительном заводе.
Послевоенные годы ознаменовались бурным развитием химической промышленности. В 50-60-е годы были построены заводы химического волокна, шинный, асбестотехнических изделий, ряд других. Впервые была предпринята попытка, решить жилищную проблему и переселить барнаульцев из ветхих деревянных домиков в относительно благоустроенные «пятиэтажки». Так появились районы массовой, «поточной» застройки — Поток, а вслед за ним Черёмушки, Солнечная поляна, Урожайный.
В 1980 году Указом Президиума Верховного Совета СССР город награждён орденом Октябрьской Революции.

## Современный период

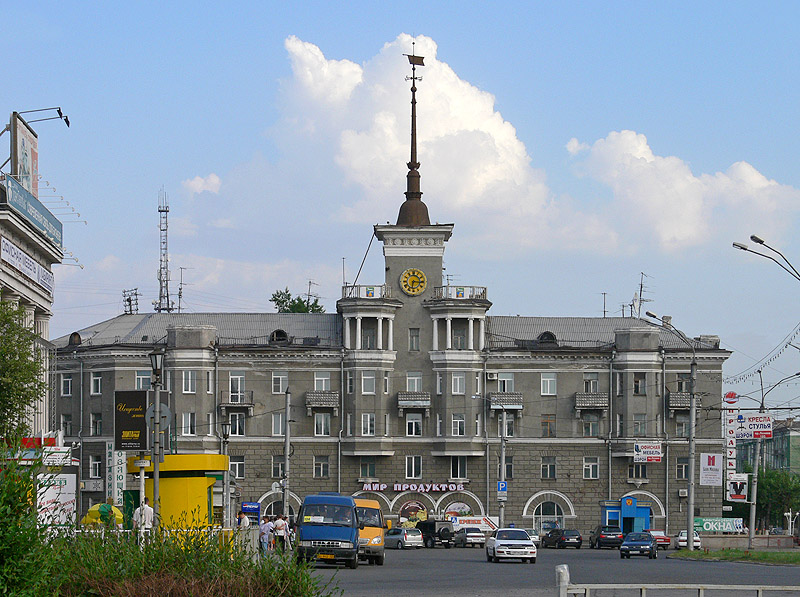
«Дом под шпилем»

С распадом СССР и изменением политико-экономической ситуации в стране, новые веяния и проблемы коснулись Барнаула. Крупнейшие промышленные предприятия оказались на грани банкротства (Моторный завод, Трансмаш, ХБК и др.). Город из преимущественно промышленного центра переквалифицировался на другие сферы экономики: торговлю, сферу услуг, строительную и пищевую промышленности.
С середины 90-х годов XX века в городе началось активное развитие торговли, сферы услуг, строительной и пищевой промышленности. Облик города сильно изменился. Несмотря на ветшание старого жилого фонда окраин, в центральной части появились крупные торговые и офисные центры, многоэтажные жилые дома. Основной проблемой становится транспорт — спроектированные с учётом советских генпланов улицы и проспекты города уже не могут обеспечивать необходимую пропускную способность для автотранспорта. Последнее крупное решение этой проблемы произошло в 1996 году со строительством нового автомобильного моста через Обь.
С 2001—2002 годов город постепенно выходит из экономического кризиса 90-х, в сфере торговли появляются крупнейшие торговые федеральные сети. Частный бизнес активно вкладывает деньги в сферу услуг и развлечений. Новые инвесторы частично реанимируют промышленность. Возобновляется выпуск шин, дизелей, форсунок, патронов, механических прессов и др.
В декабре 2003 года рабочие посёлки Затон и Новосиликатный были упразднены как населённые пункты и включены в городскую черту Барнаула. То же самое в декабре 2003 года произошло и с другими двумя рабочими посёлками Южный и Научный Городок, но затем в июле 2005 года они были восстановлены как отдельные населённые пункты в категориях пгт и посёлка (сельского типа) соответственно.